# بول جليسون
بول جليسون (بالإنجليزية: Paul Gleason) مواليد 4 مايو 1939 في جيرسي سيتي، الولايات المتحدة - الوفاة 27 مايو 2006 في بربانك، الولايات المتحدة، هو ممثل أمريكي بدأ مسيرته الفنية سنة 1965. امتدت مسيرته الفنية لأكثر من 41 عاما.

## الأعمال
| السنة | العمل                    | الدور |
| ----- | ------------------------ | ----- |
| 1968  | ذا إف بي آي              |       |
| 1972  | ميشين إمبوسيبول          | بلير  |
| 1975  | وثيقة سافاج: رجل البرونز |       |
| 1975  | كولمبو                   |       |
| 1976  | أول ماي تشيلدرن          |       |
| 1981  | آرثر                     |       |
| 1983  | مراحم ناعمة              |       |
| 1984  | ريمنغتون ستيل            |       |
| 1984  | ماجنوم بي آي             |       |
| 1985  | نادي الإفطار             |       |
| 1985  | دالاس                    |       |
| 1987  | فالكون كريست             |       |
| 1987  | الجميلة والوحش           |       |
| 1988  | موت قاسي                 |       |
| 1994  | ساينفيلد                 |       |
| 1997  | بوي ميتس ورلد            |       |
| 2004  | دريك أند جوش             |       |

## روابط خارجية
- بول جليسون على موقع IMDb (الإنجليزية)
- بول جليسون على موقع ألو سيني (الفرنسية)
- بول جليسون على موقع تيرنر كلاسيك موفيز (الإنجليزية)
- بول جليسون على موقع أول موفي (الإنجليزية)
- بول جليسون على موقع قاعدة بيانات الأفلام السويدية (السويدية)
- بول جليسون على موقع إن إن دي بي (الإنجليزية)
- بول جليسون على موقع قاعدة بيانات الفيلم (الإنجليزية)
- بول جليسون على موقع كينوبويسك (الروسية)